# Shigeo Shingo
Shigeo Shingo (Saga, Prefectura de Saga, 1909 - 1990) va ser un enginyer industrial que es va especialitzar en el camp de la qualitat i de qui ressalten sistemes d'inspecció com el Poka-Yoke, el mètode kanban de producció i, dintre del mètode producció just a temps (el que s'usa a l'automoció, per exemple, ja que elle es va formar professionalment a Toyota), el mètode per a disminuir considerablement els temps d'aturada de les màquines per mitjà del SMED (de l'anglès, Single Minute Exchange of Die).